# Akalifa
Akalifa (palnica, mačji rep, lat. Acalypha), veliki rod jednogodišnjeg raslinja, trajnica i grmova iz porodice mlječikovki (Euphorbiaceae). Ime roda došlo je po obliku listova koji nalikuju na listove koprive, grčki ακαλεφης, akalephes ("kopriva"). Neki od narodnih naziva za njega su lisičji rep i mačji rep, a dolazi po atraktivnim klasastim dugim visećim muškim cvjetovima jarko crvene boje. 
Cvate od svibnja do kasne jeseni. Može narasti od od 1,5-3 m u visinu, a uspravnog je ili poluvisećeg rasta.
Pripada mu preko 450 vrsta, neke su ugrožene, a za Acalypha dikuluwensis se navodi da je izumrla u prirodi, a endem je u Katangi, DR Kongo. Isti je slučaj i s vrstom Acalypha rubrinervis s otoka Sveta Helena i Acalypha wilderi s otočja Cook. Kritično ugrožene su Acalypha ecuadorica, Acalypha eggersii i Acalypha raivavensis.

## Vrste
1. Acalypha abingdonii Seberg
2. Acalypha acapulcensis Fernald
3. Acalypha accedens Müll.Arg.
4. Acalypha acrogyna Pax
5. Acalypha acuminata Benth.
6. Acalypha adenostachya Müll.Arg.
7. Acalypha aliena Brandegee
8. Acalypha allenii Hutch.
9. Acalypha alopecuroidea Jacq.
10. Acalypha ambigua Pax
11. Acalypha amblyodonta (Müll.Arg.) Müll.Arg.
12. Acalypha amentacea Roxb.
13. Acalypha amplexicaulis A.C.Sm.
14. Acalypha ampliata Pax & K.Hoffm.
15. Acalypha anadenia Standl.
16. Acalypha andringitrensis Leandri
17. Acalypha anemioides Kunth
18. Acalypha angatensis Blanco
19. Acalypha angustata Sond.
20. Acalypha angustifolia Sw.
21. Acalypha angustissima Pax
22. Acalypha annobonae Pax & K.Hoffm.
23. Acalypha apetiolata Allem & J.L.Wächt.
24. Acalypha apodanthes Standl. & L.O.Williams
25. Acalypha arciana (Baill.) Müll.Arg.
26. Acalypha argentii Sagun & G.A.Levin
27. Acalypha argomuelleri Briq.
28. Acalypha aronioides Pax & K.Hoffm.
29. Acalypha arvensis Poepp.
30. Acalypha aspericocca Pax & K.Hoffm.
31. Acalypha australis L.
32. Acalypha bakeriana Baill.
33. Acalypha balansae Guillaumin
34. Acalypha balgooyi Sagun & G.A.Levin
35. Acalypha baronii Baker
36. Acalypha beckii Cardiel
37. Acalypha benguelensis Müll.Arg.
38. Acalypha berteroana Müll.Arg.
39. Acalypha bipartita Müll.Arg.
40. Acalypha bisetosa Bertol. ex Spreng.
41. Acalypha boinensis Leandri
42. Acalypha boiviniana Baill.
43. Acalypha boliviensis Müll.Arg.
44. Acalypha botteriana Müll.Arg.
45. Acalypha brachiata Krauss
46. Acalypha brachyclada Müll.Arg.
47. Acalypha brachystachya Hornem.
48. Acalypha brasiliensis Müll.Arg.
49. Acalypha brevibracteata Müll.Arg.
50. Acalypha brevicaulis Müll.Arg.
51. Acalypha buddleifolia Pax & K.Hoffm.
52. Acalypha bullata Müll.Arg.
53. Acalypha burquezii V.W.Steinm. & Felger
54. Acalypha bussei Hutch.
55. Acalypha caeciliae Pax & K.Hoffm.
56. Acalypha californica Benth.
57. Acalypha caperonioides Baill.
58. Acalypha capillipes Müll.Arg.
59. Acalypha capitata Willd.
60. Acalypha cardiophylla Merr.
61. Acalypha carrascoana Cardiel
62. Acalypha carthagenensis Jacq.
63. Acalypha castroviejoi Cardiel
64. Acalypha caturus Blume
65. Acalypha ceraceopunctata Pax
66. Acalypha chamaedrifolia (Lam.) Müll.Arg.
67. Acalypha chiapensis Brandegee
68. Acalypha chibomboa Baill.
69. Acalypha chirindica S.Moore
70. Acalypha chlorocardia Standl.
71. Acalypha chocoana Cardiel
72. Acalypha chordantha F.Seym.
73. Acalypha chorisandra Baill.
74. Acalypha chuniana H.G.Ye, Y.S.Ye, X.S.Qin & F.W.Xing
75. Acalypha ciliata Forssk.
76. Acalypha cincta Müll.Arg.
77. Acalypha cinerea Pax & K.Hoffm.
78. Acalypha claoxyloides Hutch.
79. Acalypha claussenii (Turcz.) Müll.Arg.
80. Acalypha clutioides Radcl.-Sm.
81. Acalypha codonocalyx Baill.
82. Acalypha coleispica Pax & K.Hoffm.
83. Acalypha communis Müll.Arg.
84. Acalypha comonduana Millsp.
85. Acalypha comorensis Pax
86. Acalypha confertiflora Pax & K.Hoffm.
87. Acalypha conspicua Müll.Arg.
88. Acalypha contermina Müll.Arg.
89. Acalypha costaricensis (Kuntze) Knobl. ex Pax & K.Hoffm.
90. Acalypha crenata Hochst. ex A.Rich.
91. Acalypha × cristata Radcl.-Sm.
92. Acalypha crockeri Fosberg
93. Acalypha cubensis Urb.
94. Acalypha cuneata Poepp.
95. Acalypha cuprea Herzog
96. Acalypha cupricola Robyns ex G.A.Levin
97. Acalypha cuspidata Jacq.
98. Acalypha dalzellii Hook.f.
99. Acalypha deamii (Weath.) Ahles
100. Acalypha decaryana Leandri
101. Acalypha decumbens Thunb.
102. Acalypha delgadoana McVaugh
103. Acalypha delicata Cardiel
104. Acalypha delpyana Gagnep.
105. Acalypha deltoidea Robyns & Lawalrée
106. Acalypha depauperata Müll.Arg.
107. Acalypha depressinervia (Kuntze) K.Schum.
108. Acalypha dewevrei Pax
109. Acalypha dictyoneura Müll.Arg.
110. Acalypha digynostachya Baill.
111. Acalypha dikuluwensis P.A.Duvign. & Dewit
112. Acalypha diminuata Baill.
113. Acalypha dimorpha Müll.Arg.
114. Acalypha dioica S.Watson
115. Acalypha distans Müll.Arg.
116. Acalypha divaricata Müll.Arg.
117. Acalypha diversifolia Jacq.
118. Acalypha dregei Gand.
119. Acalypha dumetorum Müll.Arg.
120. Acalypha echinus Pax & K.Hoffm.
121. Acalypha ecklonii Baill.
122. Acalypha elizabethiae R.A.Howard
123. Acalypha elliptica Sw.
124. Acalypha elskensii De Wild.
125. Acalypha emirnensis Baill.
126. Acalypha engleri Pax
127. Acalypha erecta Paul G.Wilson
128. Acalypha eremorum Müll.Arg.
129. Acalypha eriophylla Hutch.
130. Acalypha eriophylloides S.Moore
131. Acalypha erubescens B.L.Rob. & Greenm.
132. Acalypha euphrasiostachys Bartlett
133. Acalypha fasciculata Müll.Arg.
134. Acalypha ferdinandi K.Hoffm.
135. Acalypha filiformis Poir.
136. Acalypha filipes (S.Watson) McVaugh
137. Acalypha fimbriata Schumach. & Thonn.
138. Acalypha firmula Müll.Arg.
139. Acalypha fissa (Müll.Arg.) Hutch.
140. Acalypha flaccida Hook.f.
141. Acalypha flagellata Millsp.
142. Acalypha flavescens S.Watson
143. Acalypha floresensis Sagun & G.A.Levin
144. Acalypha forbesii S.Moore
145. Acalypha forsteriana Müll.Arg.
146. Acalypha fournieri Müll.Arg.
147. Acalypha fragilis Pax & K.Hoffm.
148. Acalypha fredericii Müll.Arg.
149. Acalypha fruticosa Forssk.
150. Acalypha fulva I.M.Johnst.
151. Acalypha fuscescens Müll.Arg.
152. Acalypha gaumeri Pax & K.Hoffm.
153. Acalypha gentlei Atha
154. Acalypha gibsonii (J.Graham) M.R.Almeida
155. Acalypha gigantesca McVaugh
156. Acalypha gillmanii Radcl.-Sm.
157. Acalypha glabrata Thunb.
158. Acalypha glandulifolia Buchinger & Meisn. ex C.Krauss
159. Acalypha glandulosa Cav.
160. Acalypha glechomifolia A.Rich.
161. Acalypha gossweileri S.Moore
162. Acalypha gracilens A.Gray
163. Acalypha gracilis Spreng.
164. Acalypha grandibracteata Merr.
165. Acalypha grandis Benth.
166. Acalypha grisea Pax & K.Hoffm.
167. Acalypha grisebachiana (Kuntze) Pax & K.Hoffm.
168. Acalypha grueningiana Pax & K.Hoffm.
169. Acalypha guatemalensis Pax & K.Hoffm.
170. Acalypha guineensis J.K.Morton & G.A.Levin
171. Acalypha gummifera Lundell
172. Acalypha hainanensis Merr. & Chun
173. Acalypha haploclada Pax & K.Hoffm.
174. Acalypha hassleriana Chodat
175. Acalypha havanensis Müll.Arg.
176. Acalypha helenae Buscal. & Muschl.
177. Acalypha hellwigii Warb.
178. Acalypha herzogiana Pax & K.Hoffm.
179. Acalypha hibiscifolia Britton
180. Acalypha hildebrandtii Baill.
181. Acalypha hispida Burm.f.
182. Acalypha hochstetteriana Müll.Arg.
183. Acalypha hologyna Baker
184. Acalypha homblei De Wild.
185. Acalypha huillensis Pax & K.Hoffm.
186. Acalypha humbertii Leandri
187. Acalypha humboltiana Baill.
188. Acalypha hutchinsonii Britton
189. Acalypha hypogaea S.Watson
190. Acalypha inaequilatera Cardiel
191. Acalypha indica L.
192. Acalypha infesta Poepp.
193. Acalypha insulana Müll.Arg.
194. Acalypha integrifolia Willd.
195. Acalypha intermedia De Wild.
196. Acalypha jerzedowskii Calderón
197. Acalypha jubifera Rusby
198. Acalypha juliflora Pax
199. Acalypha juruana Ule
200. Acalypha karwinskii Müll.Arg.
201. Acalypha katharinae Pax
202. Acalypha kerrii Craib
203. Acalypha klotzschii Baill.
204. Acalypha × koraensis Radcl.-Sm.
205. Acalypha laevigata Sw.
206. Acalypha lagascana Müll.Arg.
207. Acalypha lagoensis Müll.Arg.
208. Acalypha lagopus McVaugh
209. Acalypha lanceolata Willd.
210. Acalypha lancetillae Standl.
211. Acalypha langiana Müll.Arg.
212. Acalypha laxiflora Müll.Arg.
213. Acalypha leicesterfieldiensis Radcl.-Sm. & Govaerts
214. Acalypha leonii Baill.
215. Acalypha lepidopagensis Leandri
216. Acalypha lepinei Müll.Arg.
217. Acalypha leptoclada Benth.
218. Acalypha leptomyura Baill.
219. Acalypha leptopoda Müll.Arg.
220. Acalypha leptorhachis Müll.Arg.
221. Acalypha liebmanniana Müll.Arg.
222. Acalypha lignosa Brandegee
223. Acalypha lindeniana Müll.Arg.
224. Acalypha linearifolia Leandri
225. Acalypha longipes S.Watson
226. Acalypha longipetiolata Cardiel
227. Acalypha longispica Warb.
228. Acalypha longispicata Müll.Arg.
229. Acalypha longistipularis Müll.Arg.
230. Acalypha lovelandii (McVaugh) McVaugh
231. Acalypha lyallii Baker
232. Acalypha lycioides Pax & K.Hoffm.
233. Acalypha lyonsii P.I.Forst.
234. Acalypha machiensis Cardiel & P.Muñoz
235. Acalypha macrodonta Müll.Arg.
236. Acalypha macrostachya Jacq.
237. Acalypha macrostachyoides Müll.Arg.
238. Acalypha macularis Pax & K.Hoffm.
239. Acalypha madagascariensis Pax & K.Hoffm.
240. Acalypha madreporica Baill.
241. Acalypha maestrensis Urb.
242. Acalypha mairei (H.Lév.) C.K.Schneid.
243. Acalypha malabarica Müll.Arg.
244. Acalypha × malawiensis Radcl.-Sm.
245. Acalypha manniana Müll.Arg.
246. Acalypha marissima M.G.Gilbert
247. Acalypha martiana Müll.Arg.
248. Acalypha matsudae Hayata
249. Acalypha medibracteata Radcl.-Sm. & Govaerts
250. Acalypha meiodonta Baill.
251. Acalypha melochiifolia Müll.Arg.
252. Acalypha membranacea A.Rich.
253. Acalypha mentiens Gand.
254. Acalypha mexicana Müll.Arg.
255. Acalypha michoacanensis Sessé & Moc.
256. Acalypha microcephala Müll.Arg.
257. Acalypha microphylla Klotzsch
258. Acalypha mogotensis Urb.
259. Acalypha mollis Kunth
260. Acalypha monococca (Engelm. ex A.Gray) Lill.W.Mill. & Gandhi
261. Acalypha monostachya Cav.
262. Acalypha mortoniana Lundell
263. Acalypha muelleriana Urb.
264. Acalypha multicaulis Müll.Arg.
265. Acalypha multifida N.E.Br.
266. Acalypha multispicata S.Watson
267. Acalypha mutisii Cardiel
268. Acalypha nana (Müll.Arg.) Griseb. ex Hutch.
269. Acalypha neeana Cardiel & P.Muñoz
270. Acalypha nemorum F.Muell. ex Müll.Arg.
271. Acalypha neomexicana Müll.Arg.
272. Acalypha neptunica Müll.Arg.
273. Acalypha nervulosa Airy Shaw
274. Acalypha noronhae Ridl.
275. Acalypha novoguineensis Warb.
276. Acalypha nubicola McVaugh
277. Acalypha nyasica Hutch.
278. Acalypha oblancifolia Lundell
279. Acalypha obscura Müll.Arg.
280. Acalypha ocymoides Kunth
281. Acalypha oligantha Müll.Arg.
282. Acalypha oligodonta Müll.Arg.
283. Acalypha omissa Pax & K.Hoffm.
284. Acalypha oreopola Greenm.
285. Acalypha ornata Hochst. ex A.Rich.
286. Acalypha oxyodonta (Müll.Arg.) Müll.Arg.
287. Acalypha padifolia Kunth
288. Acalypha pallescens Urb.
289. Acalypha palmeri Pax & K.Hoffm.
290. Acalypha pancheriana Baill.
291. Acalypha paniculata Miq.
292. Acalypha papillosa Rose
293. Acalypha parvula Hook.f.
294. Acalypha patens Müll.Arg.
295. Acalypha paucifolia Baker & Hutch.
296. Acalypha paupercula Pax & K.Hoffm.
297. Acalypha peckoltii Müll.Arg.
298. Acalypha peduncularis Meisn. ex C.Krauss
299. Acalypha pendula C.Wright ex Griseb.
300. Acalypha perrieri Leandri
301. Acalypha persimilis Müll.Arg.
302. Acalypha peruviana Müll.Arg.
303. Acalypha phleoides Cav.
304. Acalypha phyllonomifolia Airy Shaw
305. Acalypha pilosa Cav.
306. Acalypha pippenii McVaugh
307. Acalypha pittieri Pax & K.Hoffm.
308. Acalypha platyphylla Müll.Arg.
309. Acalypha pleiogyne Airy Shaw
310. Acalypha plicata Müll.Arg.
311. Acalypha pohliana Müll.Arg.
312. Acalypha poiretii Spreng.
313. Acalypha polymorpha Müll.Arg.
314. Acalypha polystachya Jacq.
315. Acalypha portoricensis Müll.Arg.
316. Acalypha pruinosa Urb.
317. Acalypha pruriens Nees & Mart.
318. Acalypha psamofila Cardiel, M.Nee & P.M.Rodr.
319. Acalypha pseudalopecuroides Pax & K.Hoffm.
320. Acalypha pseudovagans Pax & K.Hoffm.
321. Acalypha psilostachya Hochst. ex A.Rich.
322. Acalypha pubiflora (Klotzsch) Baill.
323. Acalypha pulchrespicata Däniker
324. Acalypha pulogensis Sagun & G.A.Levin
325. Acalypha punctata Meisn. ex C.Krauss
326. Acalypha purpurascens Kunth
327. Acalypha purpusii Brandegee
328. Acalypha pycnantha Urb.
329. Acalypha pygmaea A.Rich.
330. Acalypha radians Torr.
331. Acalypha radicans Müll.Arg.
332. Acalypha radinostachya Donn.Sm.
333. Acalypha radula Baill.
334. Acalypha rafaelensis Standl.
335. Acalypha raivavensis F.Br.
336. Acalypha rapensis F.Br.
337. Acalypha reflexa Müll.Arg.
338. Acalypha repanda Müll.Arg.
339. Acalypha retifera Standl. & L.O.Williams
340. Acalypha rheedei (J.Graham) M.R.Almeida
341. Acalypha rhombifolia Schltdl.
342. Acalypha rhomboidea Raf.
343. Acalypha richardiana Baill.
344. Acalypha riedeliana Baill.
345. Acalypha rivularis Seem.
346. Acalypha rottleroides Baill.
347. Acalypha rubroserrata Pax & K.Hoffm.
348. Acalypha ruderalis Mart. ex Britton
349. Acalypha ruiziana Müll.Arg.
350. Acalypha rupestris Urb.
351. Acalypha sabulicola Brandegee
352. Acalypha salicifolia Müll.Arg.
353. Acalypha salicina Hutch. ex Cardiel
354. Acalypha salvadorensis Standl.
355. Acalypha salviifolia Baill.
356. Acalypha saxicola Wiggins
357. Acalypha scabrosa Sw.
358. Acalypha scandens Benth.
359. Acalypha schiedeana Schltdl.
360. Acalypha schlechtendaliana Müll.Arg.
361. Acalypha schlechteri Gand.
362. Acalypha schlumbergeri Müll.Arg.
363. Acalypha schreiteri Lillo ex Lourteig & O'Donell
364. Acalypha schultesii Cardiel
365. Acalypha segetalis Müll.Arg.
366. Acalypha sehnemii Allem & Irgang
367. Acalypha seleriana Greenm.
368. Acalypha seminuda Müll.Arg.
369. Acalypha senilis Baill.
370. Acalypha septemloba Müll.Arg.
371. Acalypha sericea Andersson
372. Acalypha sessilifolia S.Watson
373. Acalypha setosa A.Rich.
374. Acalypha siamensis Oliv. ex Gage
375. Acalypha simplicistyla Cardiel
376. Acalypha skutchii I.M.Johnst.
377. Acalypha sonderi Gand.
378. Acalypha sonderiana Müll.Arg.
379. Acalypha spachiana Baill.
380. Acalypha spectabilis Airy Shaw
381. Acalypha squarrosa Pax
382. Acalypha stachyura Pax
383. Acalypha stellata Cardiel
384. Acalypha stenoloba Müll.Arg.
385. Acalypha stenophylla K.Schum.
386. Acalypha stricta Poepp.
387. Acalypha striolata Lingelsh.
388. Acalypha subcastrata F.Aresch.
389. Acalypha subintegra Airy Shaw
390. Acalypha subsana Mart. ex Colla
391. Acalypha subscandens Rusby
392. Acalypha subterranea Paul G.Wilson
393. Acalypha subtomentosa Lag.
394. Acalypha subviscida S.Watson
395. Acalypha swallowensis Fosberg
396. Acalypha synoica Pax & K.Hoffm.
397. Acalypha tacanensis Lundell
398. Acalypha tenuicauda Pax & K.Hoffm.
399. Acalypha tenuifolia Müll.Arg.
400. Acalypha tenuiramea Müll.Arg.
401. Acalypha tomentosa Sw.
402. Acalypha trachyloba Müll.Arg.
403. Acalypha transvaalensis Gand.
404. Acalypha tricholoba Müll.Arg.
405. Acalypha trilaciniata Paul G.Wilson
406. Acalypha triloba Müll.Arg.
407. Acalypha uleana L.B.Sm. & Downs
408. Acalypha umbrosa Brandegee
409. Acalypha urostachya Baill.
410. Acalypha vagans Cav.
411. Acalypha vallartae McVaugh
412. Acalypha variabilis Klotzsch ex Baill.
413. Acalypha vellamea Baill.
414. Acalypha velutina Hook.f.
415. Acalypha venezuelica Cardiel
416. Acalypha verbenacea Standl.
417. Acalypha veronicoides Pax & K.Hoffm.
418. Acalypha villosa Jacq.
419. Acalypha virgata L.
420. Acalypha virginica L.
421. Acalypha volkensii Pax
422. Acalypha vulneraria Baill.
423. Acalypha websteri Cardiel
424. Acalypha weddelliana Baill.
425. Acalypha welwitschiana Müll.Arg.
426. Acalypha wigginsii G.L.Webster
427. Acalypha wilderi Merr.
428. Acalypha wilkesiana Müll.Arg.
429. Acalypha wilmsii Pax ex Prain & Hutch.
430. Acalypha wui H.S.Kiu
431. Acalypha zeyheri Baill.
432. Acalypha zollingeri Müll.Arg.

## Vanjske poveznice
|  | Zajednički poslužitelj ima još gradiva o temi Acalypha |
|  | Wikivrste imaju podatke o taksonu Acalypha             |